# ジャンクヤード・ドッグ
ザ・ジャンクヤード・ドッグ（The Junkyard Dog、本名：Sylvester Ritter、1952年12月13日 - 1998年6月2日）は、アメリカ合衆国のプロレスラー。ノースカロライナ州ウェイズボロ出身のアフリカ系アメリカ人。通称「JYD」。
1980年代を全盛期にWWFやアメリカ南部エリアを中心に活躍し、陽気なキャラクターを持つベビーフェイスのブルファイターとして、主に子供の観客からの人気を集めた。

## 来歴

### 初期

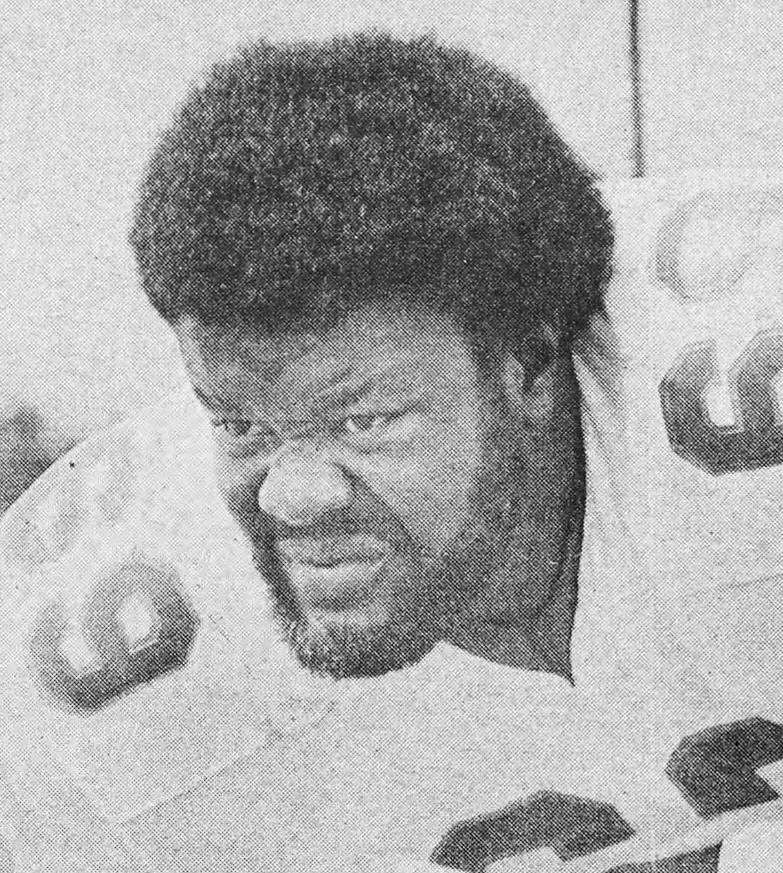
フットボーラー時代

地元ノースカロライナのファイエットビル州立大学ではアメリカンフットボールの選手として活躍し、オール・アメリカンに2度選ばれている。卒業後はNFLのグリーンベイ・パッカーズにドラフト指名されるが、トレーニングキャンプで膝を故障し、プロレスラーに転向。黒人レスラーのソニー・キングのトレーニングを受け、1977年にテネシーのNWAミッドアメリカ地区にて、リロイ・ロチェスター（Leroy Rochester）のリングネームでデビューする。ジプシー・ジョーとタッグを組むなど、当時はヒールのポジションで活動していた。
1978年、テネシーと提携していたカナダ・カルガリーのスタンピード・レスリングへの参戦を機に、ビッグ・ダディ・リッター（Big Daddy Ritter）と改名。1979年4月にはこのリングネームで国際プロレスに初来日している。スーパースター・ビリー・グラハム、ジプシー・ジョー、キラー・ブルックス、上田馬之助、マサ斎藤などの大物選手が同時参加していたため、タイトルへの挑戦権は与えられなかったものの、大木金太郎ばりの一本足頭突きを武器に好ファイトを展開した（来日の前年、海外武者修行でカルガリーに遠征していた阿修羅・原との試合も東京12チャンネルの『国際プロレスアワー』で放送されている）。
カルガリーではジェイク・ロバーツらを破り、同地区のフラッグシップ・タイトルだった北米ヘビー級王座を2度に渡って獲得。ミスター・ヒト、ギル・ヘイズ、ジム・ナイドハート、レオ・バーク、さらにはジン・キニスキーなどを相手に防衛戦を行い、タッグでは後にWWFでもサーキットを共にするダイナマイト・キッドと組んで活躍した。

### JYD
1980年より、ルイジアナ、ミシシッピ、オクラホマ、アーカンソーの4州をサーキット・エリアとするビル・ワット主宰のMSWAに定着。ワットのアイデアでリングネームをジャンクヤード・ドッグ（JYD）と改め、ブルーカラーのイメージを強調したキャラクターに変身する。彼が鎖のつながれた首輪を付けて登場すると、観客は一斉に犬の吠え声を真似て呼応。異色のベビーフェイスとして、アーニー・ラッド、レロイ・ブラウン、ファビュラス・フリーバーズ、ブル・ラモス、ボブ・ループ、テッド・デビアス、ジム・ドゥガン、カマラ、ブッチ・リード、ザ・グレート・カブキらと抗争し、同地区認定のタイトルを再三獲得、南部マットを代表する黒人スターとなった。

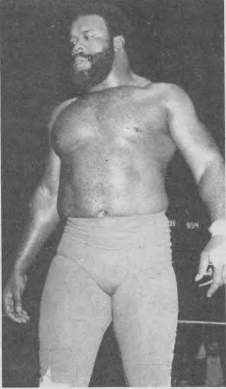
1982年

ファイトスタイルは直線的なラフ&パワーが主体で、キングコング・バンディやワンマン・ギャングなどのスーパーヘビー級の巨漢をボディスラムで投げたこともある。また、現在のハードコア・レスリングにも通じる "ゲットー・ストリート・ファイト"、双方の首をチェーンでつないで行う "ドッグ・カラー・マッチ" などの荒っぽい試合でも本領を発揮、喧嘩ファイトの強さを見せた。一時、スタッガー・リー（Stagger Lee）を名乗り覆面レスラーに変身したこともある。
1984年、WWFと契約。ハルク・ホーガンの盟友となり、グレッグ・バレンタイン、アドリアン・アドニス、テリー・ファンクなどのヒール勢と抗争を展開、メキシコ系のティト・サンタナや東洋系のリッキー・スティムボートとのマイノリティ同士のタッグチームでも人気を博した。コンバット・スタイルになってサージェント・スローターのパートナーを務めたこともある。1985年11月7日のPPV『ザ・レスリング・クラシック』におけるワンナイト・トーナメントでは、1回戦でアイアン・シーク、2回戦でムーンドッグ・スポットを下して勝ち進み、決勝戦でランディ・サベージを破り優勝。1987年はハーリー・レイスとの「キング対ドッグ」の抗争アングルを繰り広げ、9万3173人の大観衆を集めた『レッスルマニアIII』にて決着戦が行われた。
1988年末にWWFを離れ、翌1989年からはWCWに移籍。当時WCWの管理下にあったリック・フレアーのNWA世界ヘビー級王座にも挑戦している。1992年にはジェリー・ジャレットとジェリー・ローラーが主宰していたメンフィスのUSWAに参戦し、9月21日にエディ・ギルバートからUSWA統一世界ヘビー級王座を奪取した。その後も各地のインディー団体に大物ゲストとして出場していたが、1998年6月2日、交通事故で死去。45歳没。
その功績を称え、没後の2004年にWWE殿堂に迎えられた。殿堂入りのインダクターは、かつてMSWAで黒人レスラー同士の抗争を展開したアーニー・ラッドが務めた。顕彰セレモニーには娘のラトーヤ・リッターが出席、翌3月14日の『レッスルマニアXX』で彼女が紹介された際、観客はJYDの選手時代と同様に犬の吠え声をあげて歓迎した。

## 得意技
- ドッグバット（Dogbutt）
- ヘッドバット
- パワースラム

## 獲得タイトル
NWAミッドアメリカ
- NWAミッドアメリカ・タッグ王座：1回（w / ジプシー・ジョー）[17] ※ リロイ・ロチェスター名義

スタンピード・レスリング
- スタンピード北米ヘビー級王座：2回[9] ※ ビッグ・ダディ・リッター名義

MSWA
- ミッドサウス北米ヘビー級王座：4回[18]
- ミッドサウス・ミシシッピ・ヘビー級王座：1回[19]
- ミッドサウス・ルイジアナ・ヘビー級王座：3回[20]
- ミッドサウス・タッグ王座：8回（w / バック・ロブレイ、テリー・オーンドーフ、キラー・カール・コックス、ディック・マードック×3、マイク・ジョージ、ミスター・オリンピア）[21]

WCW
- WCW世界6人タッグ王座：1回（w / リッキー・モートン、トミー・リッチ）[22]

USWA
- USWA統一世界ヘビー級王座：1回[16]

WWE
- WWE殿堂：2004年度（インダクターはアーニー・ラッド）[2]